# The Hanover Band
The Hanover Band est un ensemble britannique de musique baroque et de musique classique sur instruments anciens (authentic instruments) fondé en 1980.

## Historique
L'ensemble Hanover Band, basé à Brighton, ville du Sussex de l'Est (dans le sud de l'Angleterre), est fondé en 1980 par sa directrice artistique Caroline Brown,,.
Son premier concert a lieu en l'église St. Margaret de Westminster (Londres) le 26 mars 1980, sous la direction de Marie Leonhardt.
Après Monica Huggett en 1980, Roy Goodman (cofondateur du Parley of Instruments) devient un chef d'orchestre régulier de l'ensemble.
Au fil des années, l'orchestre est dirigé de temps à autre par d'illustres chefs invités comme Sir Charles Mackerras et Nicholas McGegan.
De 1986 à 1994, Roy Goodman est le chef principal de l'ensemble, poste auquel il renonce en 1994; Anthony Halstead lui succède alors.
L'orchestre réside depuis novembre 1998 dans le Old Market Building de Hove, ville fusionnée avec Brighton dans la cité de Brighton and Hove.

## Répertoire
L'orchestre se consacre au répertoire de la fin du XVIIIe siècle et du début duXIXe siècle, joué sur instruments d'époque. Il a réalisé le premier enregistrement intégral des symphonies de Beethoven et de Schubert sur instruments d'époque.

## Discographie
Le Hanover Band a produit de très nombreux enregistrements sur les labels Nimbus, Hyperion, Newton Classics, Red Seal, ASV, Conifer, CPO et Opera Rara.
On épinglera l'intégrale des symphonies de Ludwig van Beethoven, Franz Schubert, Robert Schumann et Weber sur instruments d'époque (period instruments), une première mondiale dans les quatre cas.
En 2001, Halstead et le Hanover Band achevèrent un imposant projet entamé en 1995 pour le label CPO consistant en l'enregistrement de l'œuvre complète de Johann Christian Bach.

## Dans la culture
Sauf indication contraire ou complémentaire, les informations mentionnées dans cette section proviennent du générique de fin de l'œuvre audiovisuelle présentée ici.
Le Hanover Band a été impliqué dans de nombreux enregistrements d'opéras et de bandes originales de films, dont L'Immortel.